# Secteur secondaire
Pour les articles homonymes, voir Secondaire.

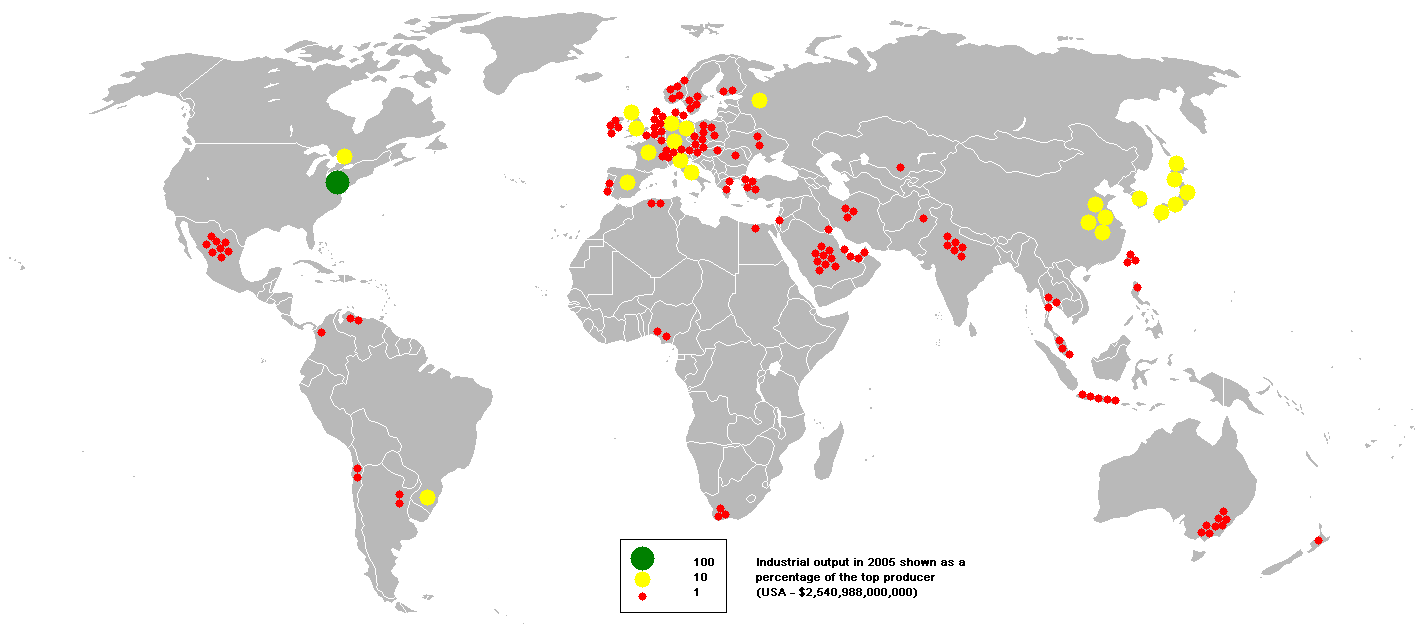
Hypothèse des 3 secteurs : les productions industrielles en 2005.

En économie, le secteur secondaire ou secteur industriel est le second secteur défini dans la loi des trois secteurs. Il est parmi les trois secteurs économiques définis dans la comptabilité nationale et regroupe les activités liées à la transformation des matières premières issues du secteur primaire. Industrie manufacturière, construction.

## Composition (branches)
- Agroalimentaire
- Aéronautique
- Automobile
- Astronautique
- Bâtiments et travaux publics (BTP)
- Construction électrotechnique
- Construction ferroviaire
- Construction mécanique
- Construction navale
- Industrie chimique
- Industrie pharmaceutique
- Industrie spatiale
- Électronique
- Électroménager
- Énergétique
- Industrie textile
- Industrie papetière
- Industrie du bois
- Production d'énergie (centrale électrique, gaz, etc.).
- Sidérurgie
- Artisanat

## Poids économique
Ce secteur, même s’il représente une part relativement modeste du PIB des pays développés (par exemple 13,2 % aux États-Unis en 2006, 20,6 % en France en 2006 et 26,3 % en Suisse en 2005), est considéré comme stratégique ; il fournit des emplois d’ingénieur et fournit du travail de recherche et développement à des entreprises du secteur tertiaire.
Selon la CIA, le secteur industriel représentait 30,7 % de l'économie mondiale en 2012. Mais, selon Fortune, le secteur industriel représenterait 13,2 % de l'économie mondiale en 2012 si l'on intègre les activités d'extraction au secteur primaire.